# Alvvays
Alvvays ([ˈɔːlweɪz]) — канадская инди-поп группа, основанная в 2011 году в Торонто, Онтарио. В постоянный состав группы входят: Молли Ранкин (вокал и гитара), Керри Маклеллан (клавишные), Алек О'Ханли (соло-гитара), Шеридан Райли (ударные) и Эбби Блэкуэлл (бас-гитара). На счету у группы три студийных альбома — Alvvays (2014), Antisocialites (2017) и Blue Rev (2022).

## История группы

### 2011 — 15: Формирование и дебютный альбом
Группа была сформирована в Канаде. Спустя год, после того как Молли Ранкин выпустила свой сольный дебютный мини-альбом «She EP» в 2010 году, она собрала группу, пригласив клавишницу Керри МакЛеллан, с которой они дружат со школьных времён и гитариста Алека О'Ханли. До этого Алек был участником канадской инди-рок группы Two Hours Traffic и помогал Молли с работой над её дебютным мини-альбомом. Затем к группе присоединились бас-гитарист Брайан Мерфи и барабанщик Филипп МакИсаак, который в итоге покинул группу в 2016 году.
В 2014 году вышел дебютный альбом группы с одноименным названием «Alvvays». Сингл «Archie, Marry Me» стал самым большим хитом группы, а сам альбом был тепло принят критиками и музыкальными изданиями. Так, американский музыкальный журнал Rolling Stone включил альбом в список 50 лучших альбомов 2014 года. После выпуска альбома группа отправилась в длительный тур, который включал в себя выступления на таких фестивалях как Гластонбери, Коачелла, CBC Music Festival и др.
Во время тура в поддержку дебютного альбома, группа выступала на разогреве у таких групп как Tame Impala, Belle & Sebastian, The Decemberists и Peter Bjorn and John.

### 2016 — 21; Antisocialites
Группа начала записывать второй альбом в 2015 году. Во время тура в поддержку дебютного альбома, группа часто исполняла новые песни, которые затем оказались в треклисте нового альбома. В 2016 году группу покинул барабанщик Фил Масисаак. После его ухода место барабанщика временно занимала Шеридан Райли из группы Avi Buffalo.
2 июня 2017 года в социальных сетях группы появился ролик, в котором можно было услышать короткий инструментальный отрывок неизвестной композиции. Участники саббредита IndieHeads на сайте Reddit, в тот же день выяснили с помощью приложения Shazam, что в видео звучит новый сингл из нового альбома, а также узнали его название и названия других новых треков.
6 июня группа официально представила лид-сингл «In Undertow», а также анонсировала второй альбом Antisocialites, релиз которого был назначен на 8 сентября 2017 года. В тот же день был анонсирован тур по Северной Америке и Европе.
После выступления на фестивале Lollapalooza в Чикаго 5 августа, группа дала интервью для радиостанции, в котором гитарист Алек О'Ханли объявил, что Шеридан Райли является новой барабанщицей группы.

### 2021 — настоящее время; Blue Rev
6 июля 2022 группа в социальных сетях анонсировала выход первого за 5 лет альбома — «Blue Rev», релиз которого состоялся 7 октября 2022 года. Также, 6 июля группа выпустила лид-сингл «Pharmacist».

## Музыкальный стиль и влияние

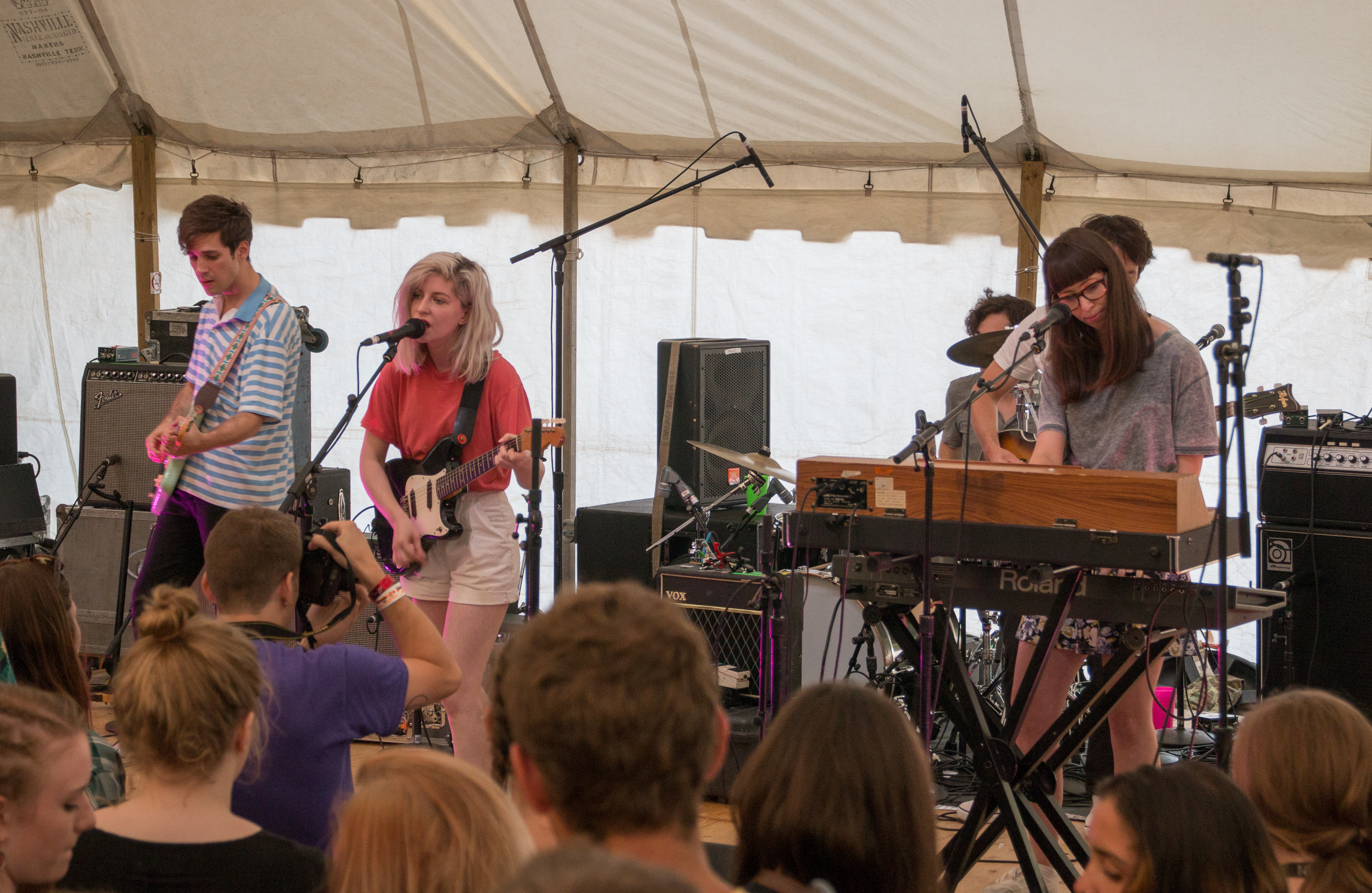
Alvvays в 2014 году на Hillside Festival

Музыкальный стиль группы был описан участниками и прессой как «джэнгл-поп». В одном из интервью Молли Ранкин признавалась: «Если спрашивают люди старшего поколения, то я говорю, что [наша музыка] похожа на The Cranberries. Если спрашивают молодые люди, то называю её джэнгл-попом. А если спрашивают панки, я говорю, что это — поп». По словам гитариста Алека О'Ханли, группу вдохновляет творчество таких исполнителей, как Нил Янг, The Psychedelic Furs, ABBA, The Cure и The Magnetic Fields.

## Название группы
Ранкин выбрала такое название для группы потому что, по её мнению, в нём есть «частичка сентиментальности и ностальгии», а стилизация Alvvays с двумя буквами v была выбрана по причине того, что на Sony уже был подписан дримп-поп коллектив с названием «Always».

## Дискография

### Альбомы
| Год  | Название               | Детали |
| ---- | ---------------------- | --- |
| 2014 | Alvvays                | - Дата релиза: 22 июля 2014 - Лейбл: Polyvinyl (США), Royal Mountain (Канада), Transgressive (Европа) - Формат: CD, 12", цифровая дистрибуция, кассета                                     |
| 2017 | Antisocialites         | - Дата релиза: 8 сентября 2017 - Лейбл: Polyvinyl (США), Royal Mountain (Канада), Transgressive (Европа), Pod / Inertia Music (Австралия) - Формат: CD, 12", цифровая дистрибуция, кассета |
| 2018 | Antisocialites B-Sides | - Дата релиза: 2018 - Лейбл: Self-released |
| 2022 | Blue Rev               | - Дата релиза: 7 октября 2022 - Лейбл: Polyvinyl (США), Royal Mountain (Канада), Transgressive (Европа), Pod / Inertia Music (Австралия) - Формат: CD, 12", цифровая дистрибуция, кассета  |

### Синглы
| Год  | Название сингла         | Альбом         |
| ---- | ----------------------- | -------------- |
| 2014 | «Adult Diversion»       | Alvvays        |
| 2014 | «Archie, Marry Me»      | Alvvays        |
| 2014 | «Next of Kin»           | Alvvays        |
| 2014 | «Party Police»          | Alvvays        |
| 2017 | «In Undertow»           | Antisocialites |
| 2017 | «Dreams Tonite»         | Antisocialites |
| 2017 | «Plimsoll Punks»        | Antisocialites |
| 2017 | «Lollipop (Ode To Jim)» | Antisocialites |
| 2022 | «Pharmacist»            | Blue Rev       |

### Видеоклипы
- «Adult Diversion» (2014)
- «Archie, Marry Me» (2014)
- «Next of Kin» (2014)
- «In Undertow» (2017)
- «Dreams Tonite (2017)

## Участники
- Молли Ранкин (англ. Molly Rankin) — вокал, гитара
- Керри МакЛеллан (англ. Kerri MacLellan) — клавишные
- Алек О'Ханли (англ. Alec O'Hanley) — гитара
- Шеридан Райли (англ. Sheridan Riley) — ударные
- Эбби Блэкуэлл (англ. Abbey Blackwell) — бас-гитара

### Бывшие участники
- Брайан Мерфи (англ. Brian Murphy) — бас-гитара
- Филипп МакИсаак (англ. Phil MacIsaac) — ударные